# Lakeith Stanfield
Lakeith Lee Stanfield (Califórnia, 12 de agosto de 1991) é um ator e rapper norte-americano. Estreou no longa-metragem em Short Term 12 (2013), pelo qual foi indicado ao Independent Spirit Award. Ele recebeu ainda mais reconhecimento por seus papéis nos filmes Selma (2014), Straight Outta Compton (2015), Crown Heights (2017), Sorry to Bother You (2018) e Judas and the Black Messiah (2021), o último lhe rendeu uma indicação ao Oscar.
Stanfield também apareceu nos filmes Dope (2015), Get Out (2017), Uncut Gems (2019), Knives Out (2019) e The Photograph (2020), e estrelou na série Atlanta (2016-presente), a qual lhe rendeu diversos prêmios e indicações.

## Início da vida
LaKeith Lee Stanfield nasceu em San Bernardino, Califórnia, em 12 de agosto de 1991, e cresceu em Riverside e Victorville. O nome de sua mãe é Karen. Ele disse que "cresceu muito pobre em uma família fragmentada que era disfuncional de ambos os lados". Ele decidiu se tornar um ator aos 14 anos, após ingressar no clube de teatro de sua escola. Ele frequentou o Centro de Modelagem e Carreira John Casablancas em Los Angeles,  onde foi contratado por uma agência e começou a fazer testes para comerciais.

## Vida pessoal
Stanfield tem um relacionamento com a atriz Xosha Roquemore desde 2015. Eles têm uma filha nascida em junho de 2017.  Ele mora em Hollywood Hills.

## Filmografia

### Filmes
| Ano  | Título                         | Papel                       | Notas          |  |
| ---- | ------------------------------ | --------------------------- | -------------- |  |
| 2008 | Short Term 12                  | Mark                        | Curta-metragem |  |
| 2013 | Short Term 12                  | Marcus                      |                |  |
| 2014 | The Purge: Anarchy             | Ghoul Face Jovem            |                |  |
| 2014 | Selma                          | Jimmie Lee Jackson          |                |  |
| 2014 | The Fires, Howling             | The Staying One             | Curta-metragem |  |
| 2015 | King Ripple                    | King Ripple                 | Curta-metragem |  |
| 2015 | The Ferguson Case, Verbatim    | Dorian Johnson              | Curta-metragem |  |
| 2015 | Tracks                         | Lawrence                    |                |  |
| 2015 | Dope                           | Marquis a.k.a. Bug          |                |  |
| 2015 | Straight Outta Compton         | Snoop Dogg                  |                |  |
| 2015 | Miles Ahead                    | Junior                      |                |  |
| 2015 | Memoria                        | Max                         |                |  |
| 2016 | Live Cargo                     | Lewis                       |                |  |
| 2016 | Hard World for Small Things    | Sev                         | Curta-metragem |  |
| 2016 | Snowden                        | Patrick Haynes              |                |  |
| 2017 | Crown Heights                  | Colin Warner                |                |  |
| 2017 | Get Out                        | Andre Hayworth / Logan King |                |  |
| 2017 | The Incredible Jessica James   | Damon                       |                |  |
| 2017 | War Machine                    | Corporal Billy Cole         |                |  |
| 2017 | Izzy Gets the F*ck Across Town | George                      |                |  |
| 2017 | Death Note                     | Lebensborn Atubia / L       |                |  |
| 2017 | Quest                          | Diego                       |                |  |
| 2018 | Sorry to Bother You            | Cassius "Cash" Green        |                |  |
| 2018 | Come Sunday                    | Reggie                      |                |  |
| 2018 | The Girl in the Spider's Web   | Edwin Needham               |                |  |
| 2018 | Time of Day                    | Ele Mesmo                   | Curta-metragem |  |
| 2019 | Someone Great                  | Nate Davis                  |                |  |
| 2019 | Uncut Gems                     | Demany                      |                |  |
| 2019 | Knives Out                     | Detetive Lieutenant Elliot  |                |  |
| 2020 | The Photograph                 | Michael Block               |                |  |
| 2021 | Judas and the Black Messiah    | William O'Neal              |                |  |
| 2021 | The Harder They Fall           | Cherokee Bill               |                |  |
| 2023 | Haunted Mansion                | Ben Matthias                |                |  |
| 2023 | The Book of Clarence           | Clarence / Thomas           |                |  |
| 2024 | Ernest Cole: Lost and Found]m  | Ernest Cole (voz)           | Documentário   |  |
| 2025 | Die, My Love                   | Karl                        |                |  |
| 2025 | Roofman                        |                             | Pós-produção   |  |
| TBA  | Play Dirty                     | Grofield                    | Pós-produção   |  |
| TBA  | Lear Rex                       | Edmund                      | Pós-produção   |  |
| TBA  | I Love Boosters                |                             |                |  |

### Televisão
| Ano     | Título                 | Papel        | Notas                                                              |
| ------- | ---------------------- | ------------ | ------------------------------------------------------------------ |
| 2016–22 | Atlanta                | Darius Epps  | 15 episódios                                                       |
| 2018    | Random Acts of Flyness | Ele mesmo    | Episódio: "What are your thoughts on raising free black children?" |
| 2019–20 | BoJack Horseman        | Cara (voz)   | 7 episódios                                                        |
| 2020    | The Eric Andre Show    | Ele mesmo    | 2 episódios                                                        |
| 2021    | Yasuke                 | Yasuke (voz) | 6 episódios; também produtor executivo                             |

### Vídeos musicais
| Abo  | Título                                | Artista          | Papel    |
| ---- | ------------------------------------- | ---------------- | -------- |
| 2014 | "When My Train Pulls In"              | Gary Clark Jr.   | Keith    |
| 2015 | "Close Your Eyes (And Count to Fuck)" | Run the Jewels   | Kid      |
| 2017 | "Moonlight"                           | Jay-Z            | Chandler |
| 2017 | "Cold Little Heart"                   | Michael Kiwanuka |          |

## Prêmios e indicações
| Ano  | Trabalho                    | Prêmio                                        | Categoria                                    | Resultado | Ref.   |
| ---- | --------------------------- | --------------------------------------------- | -------------------------------------------- | --------- | ------ |
| 2014 | Short Term 12               | Chicago International Film Festival           | Melhor desempenho de elenco de conjunto      | Venceu    | [ 15 ] |
| 2014 | Short Term 12               | Independent Spirit Awards                     | Melhor coadjuvante masculino                 | Indicado  | [ 15 ] |
| 2014 | Short Term 12               | Satellite Awards                              | Melhor Canção Original                       | Indicado  | [ 15 ] |
| 2014 | Short Term 12               | Seattle Film Critics Society                  | Melhor Partitura Original                    | Indicado  | [ 15 ] |
| 2014 | Short Term 12               | Georgia Film Critics Association              | Melhor Canção Original                       | Indicado  | [ 15 ] |
| 2015 | Tracks                      | 24FPS International Short Film Festival       | Menção especial do júri                      | Venceu    | [ 15 ] |
| 2015 | Selma                       | Georgia Film Critics Association              | Melhor Conjunto                              | Indicado  | [ 15 ] |
| 2015 | Selma                       | San Diego Film Critics Society                | Melhor Conjunto                              | Indicado  | [ 15 ] |
| 2015 | Selma                       | Washington D.C. Area Film Critics Association | Melhor Conjunto                              | Indicado  | [ 15 ] |
| 2015 | Straight Outta Compton      | Hamptons International Film Festival          | Performance revolucionário                   | Venceu    | [ 15 ] |
| 2018 | Sorry to Bother You         | Gotham Awards                                 | Melhor ator                                  | Indicado  | [ 15 ] |
| 2018 | Sorry to Bother You         | Broadcast Film Critics Association            | Melhor Ator de Comédia                       | Indicado  | [ 15 ] |
| 2018 | Get Out                     | Screen Actors Guild Awards                    | Elenco excepcional em um filme               | Indicado  | [ 15 ] |
| 2019 | Atlanta                     | Screen Actors Guild Awards                    | Conjunto excepcional em uma série de comédia | Indicado  | [ 15 ] |
| 2021 | Judas and the Black Messiah | Black Reel Awards                             | Ator Extraordinário                          | Indicado  | [ 15 ] |
| 2021 | Judas and the Black Messiah | Oscar 2021                                    | Melhor Ator Coadjuvante                      | Indicado  | [ 16 ] |